# Camí del Bosc (Castellcir)
El Camí del Bosc és un camí rural que uneix el petit nucli a l'entorn de Sant Andreu de Castellcir amb la masia del Bosc, dins del terme municipal de Castellcir, a la comarca del Moianès. Com en el cas de la major part de camins, el nom que els designa és clarament descriptiu. En aquest cas, el camí mena a la masia del Bosc des de l'església parroquial de Sant Andreu de Castellcir.
Arrenca del nucli format per l'església parroquial, la Rectoria Vella i Cal Tomàs en direcció sud-est, seguint la riera de Castellcir per la riba esquerra, però separant-se'n gradualment per pujar cap a la carena que hi ha en aquell costat. Passa a migdia del Cau del Llop, i comença a baixar cap a llevant, vers la vall del torrent del Bosc per davant, al nord-oest, de la masia del Bosc. Fins aquí el Camí del Bosc coincideix plenament amb el Camí de la Balma Fosca i el Camí de les Solanes.
Al nord d'aquesta masia, el camí travessa el torrent esmentat i, tot just després d'haver-lo travessat, troba un trencall cap al sud-est que s'adreça cap al coster de la banda esquerra del torrent del Bosc, on està situada la masia del Bosc. Fins a aquest punt coincideix amb el Camí de Bernils, el qual continua des de la masia cap a llevant i després cap al nord-est.